# Галаганівка (селище)
Галаганівка — селище в Україні, у Горохівській сільській громаді Баштанського району Миколаївської області. Населення становить 63 особи.

## Населення

### Мова
Розподіл населення за рідною мовою за даними перепису 2001 року:
| Мова       | Кількість | Відсоток |
| ---------- | --------- | -------- |
| українська | 60        | 95.24%   |
| російська  | 3         | 4.76%    |
| Усього     | 63        | 100%     |